# Supercontinent

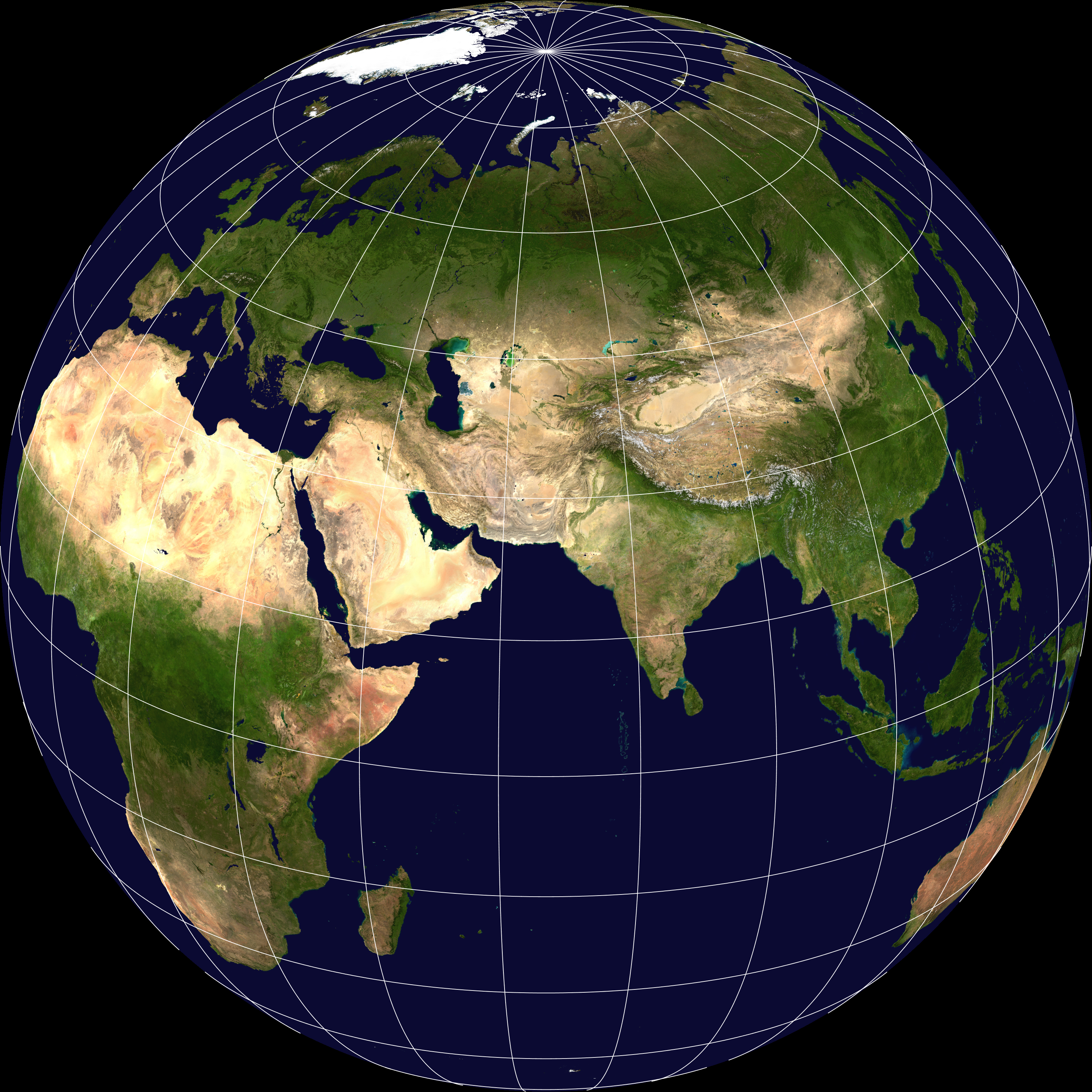
Deși nu este un supercontinent, masa de uscat Afro-Eurasiană actuală conține aproximativ 57% din suprafața uscatului de pe Pământ.

Supercontinentul este o bucată mare de pământ, determinat de scoarța terestră care poate fi bazat pe două continente ce se lovesc unul de celălalt, formând un continent mai mare supranumit supercontinent. Deși au fost multe supercontinete precum Vaalbara , Pannotia , Laurussia , Pangeea ș.a.m.d, care la rândul lor au fost fragmentate în bucăți mai mici care au luat nume proprii (precum Pangeea , format din Gondwana și Laurentia).
Cel mai mic supercontinent a fost Vaalbara , iar cel mai mare supercontinent a fost Pangeea. Pentru a determina în ce loc s-au ciocnit cele două continente, este destul să știm că unde se găsește un lanț muntos, acolo a avut loc coliziunea dintre două continente secundare.

## Supercontinente de-a lungul istoriei geologice
Tabelul de mai jos enumeră supercontinentelor antice reconstituite, folosind definiția mai largă a lui Bradley din 2011, cu un cronologie aproximativă în milioane de ani în urmă (Ma).
| Numele supercontinentului | Vârsta (Ma) | Intervalul perioadei/erei | Comentariu                                                                                       |
| ------------------------- | ----------- | ------------------------- | ------------------------------------------------------------------------------------------------ |
| Vaalbara                  | 3,636–2,803 | Eoarhaic-Mezoarhaic       | De asemenea, descris ca un supercraton sau doar un continent                                     |
| Ur                        | 2,803–2,408 | Mesoarhaic-Siderian       | Este descris atât ca un continent, cât și ca un supercontinent                                   |
| Kenorland                 | 2,720–2,114 | Neoarhaic-Rhiacian        | Alternativ, continentele pot fi grupate în două mari categorii, Superia și Sclavia               |
| Arctica                   | 2,114–1,995 | Rhiacian-Orosirian        | Nu este considerat în mod general un supercontinent, în funcție de definiție                     |
| Atlantica                 | 1,991–1,124 | Orosirian-Stenian         | Nu este considerat în mod general un supercontinent, în funcție de definiție                     |
| Columbia (Nuna)           | 1,820–1,350 | Orosirian-Ectasian        | [ 5 ]                                                                                            |
| Rodinia                   | 1,130–750   | Stenian-Tonian            | [ 5 ]                                                                                            |
| Pannotia                  | 633–573     | Ediacaran                 | [ 5 ]                                                                                            |
| Gondwana                  | 550–175     | Ediacaran-Jurasic         | Începând din Carbonifer, a făcut parte din Pangaea, nu întotdeauna considerat un supercontinent. |
| Pangaea                   | 336–175     | Carbonifer-Jurasic        |                                                                                                  |

## Viitorul apropiat
Se presupune că în viitorul apropiat, Africa va face coliziunea cu Europa, unde Marea Mediterană, Marea Neagră , Marea Caspică și Marea Roșie vor dispărea. 
Oceanul Atlantic se va extinde continuu, întrucât Oceanul Pacific se va micșora continuu. Placa Americană se va îndepărta de supercontinentul Afro-Eurasia și o parte mică din Russia de est va fi luată de către Placa Americană.
Nu peste mulți ani, Placa Americană se va întoarce către supercontinentul Afro-Eurasia și Oceanul Atlantic va dispărea., iar Oceanul Pacific va fi și mai imens decât cel de astăzi. După coliziunea plăcii Americane cu supercontinentul Afro-Eurasia, Oceania se va ciocni cu continentul Asiatic.
Antarctica se va duce spre Oceanul Indian, dar nu va dispărea acest ocean. Deși Oceanul Indian se va micșora, va avea și cea mai rece climă datorită Antarcticii care aduce vreme înnăbușită.